# Le Chevalier errant (Bob et Bobette)
 (avril 2020).
Si vous disposez d'ouvrages ou d'articles de référence ou si vous connaissez des sites web de qualité traitant du thème abordé ici, merci de compléter l'article en donnant les références utiles à sa vérifiabilité et en les liant à la section « Notes et références ».
Pour les articles homonymes, voir Le Chevalier errant.
Le Chevalier errant (De straatridder en néerlandais) est le trente-quatrième album de la série de bande dessinée Bob et Bobette. Il porte le numéro 83 dans la série actuelle et a été écrit par Willy Vandersteen et publié dans De Standaard et Het Nieuwsblad du 2 juillet 1955 au 14 novembre 1955. Vandersteen s'est clairement inspiré de cette histoire par le roman Don Quichotte de 1605 de Miguel de Cervantes .

## Synopsis
Quelques mégères accusent tante Sidonie d'avoir négligé Bob et Bobette. Sidonie y fait donc attention et se rend compte qu'ils aidaient chaque nuit un clochard du nom de Bémol, qui vit dans une maison délabrée. Avec tante Sidonie, ils décident de lui construire une nouvelle maison. En attendant, Lambique veut aussi faire quelque chose pour les moins fortunés et devient ainsi, aidé de Jérôme, le chevalier errant. Mais quand quelqu'un essaie de blâmer ce dernier pour l'explosion de la nouvelle maison du père Bémol ou encore le  vol de la banque, des questions se posent. L'avocat Delaporte est-il aussi honnête qu'il le prétend ?

## Personnages
- Bob
- Bobette
- Lambique
- Jérôme
- Sidonie
- Le père Bémol ("le vagabond")
- Jules Delaporte, avocat

## Lieux
- Belgique (probablement la région de Kalmthout) : zoo, Peel, Port

## Autour de l'album
- La version originale de l'histoire contenait une référence à Meeuwen die in de Haven , un film flamand de 1955. Parce que c'était trop incompréhensible pour les Néerlandophones et deviendrait également obsolète pour les générations futures d'enfants, ce texte a disparu dans les réimpressions ultérieures.
- Le nom de l'avocat Delaporte fait référence à sa première apparition dans l'histoire où il se fait voler sa porte d'entrée[2].
- Avec Les pécheurs d'étoiles, c'est la deuxième fois que Willy Vandersteen utilise des clochards pour thème et où il ne les considère pas comme des pestiférés mais des personnes faisant intégralement parti de notre société[2].